# دمیترو پلاختیر
دمیترو پلاختیر (اوکراینی: Дмитро Геннадійович Плахтир؛ زادهٔ ۱۴ فوریهٔ ۱۹۹۶) بازیکن فوتبال اهل اوکراین است.
از باشگاه‌هایی که در آن بازی کرده‌است می‌توان به باشگاه فوتبال متالورگ زاپروژیا اشاره کرد.